# Надлак
На́длак — село в Україні, центр Надлацької сільської громади Голованівського району Кіровоградської області. Орган місцевого самоврядування — Надлацька сільська рада. Населення становить 1812 осіб.

## Історія
На початку XVIII століття місцевість, де розташоване сучасне село, почали заселяти козаки Миргородського полку, які на правах займанщини засновували свої хутори. З 1734 року ці поселення входили до складу Бугогардівської паланки. У той час по річці Великій Висі проходив російсько-польський кордон. На початку 50-х рр. XVIII ст. на цій території збудовано військове укріплення — шанець, де розміщувалася четверта рота гусарського полку Іван Хорвата. Після ліквідації Нової Сербії поселення, яке дістало назву Надлак (від сербських слів «над» і «лага», що в перекладі означає «наддолина» чи «придолина»), ввійшло до складу Чорного гусарського полку.
У 1752–1764 роках тут була 4 рота новосербського Гусарського полку (кінного). Інші назви села: Кілтинський шанець, Надлацьк (серб. Нађлак). Жителі села займалися хліборобством. Перші поселенці повинні були в степу збудувати житла, облаштувати господарство, обробляти свої наділи і виконувати військову службу. Населення не тільки співчувало гайдамакам, але й брало участь у їх боротьбі. Відставний гусар четвертої роти Чорного гусарського полку Семен Саражин у 1768 році з великим загоном, сформованим тут, громив польських феодалів і навіть дійшов до Білої Церкви.
Станом на 1772 рік, у шанці Надлаку існувала дерев'яна одноштатна Миколаївська церква, священиком якої з 1758 року був Іван Васильєв. Церква підпорядковувалась Новомиргородському духовному Правлінню.
З 1784 року Надлак входив до складу Новомиргородського, а згодом до Ольвіопольського і Єлисаветградського повітів Херсонської губернії. В 1787 році в селі налічувалося 127 дворів, 330 душ чоловічої статі. Жителі його перебували на становищі казенних селян.
Під час заснування військових поселень на півдні України Надлак включено до складу 2-го Українського уланського полку, штаб якого містився в Новоархангельську. В 1821 році в селі розквартирувався 2-й ескадрон уланів разом зі штабом, а 1857 року сюди перевели управління 2-ї волості VI округу Новоросійського військового поселення. Жителі села, перетворені на військових поселенців, зобов'язані були влітку два, а взимку три дні на тиждень займатися військовою справою. Через десять років були запроваджені так звані громадські лани, на яких поселенці працювали три дні на тиждень. Життя їх суворо регламентувалося: за командою вставали, виходили на польові роботи і поверталися додому. За невиконання уроку поселенців штрафували, садовили під арешт, били різками.
В 1844 році в селі проживало 1336 чоловік. Господарів першого розряду (ті, що мали в господарстві 2 пари волів і до 24 десятин землі) налічувалося 69, другого розряду (у володінні яких була пара волів і до 12 десятин землі) — 81, третього — 159 (вони не мали робочої худоби, а землі у них було до 6 десятин). З водяні і 2 вітряні млини, що були тут, належали військовому начальству.
1859 року у селі південних поселенців Надлак (Килтень) Єлисаветградського повіту Херсонської губернії, мешкало 1497 осіб (765 чоловічої статі та 732 — жіночої), налічувалось 280 дворових господарств, існували православна церква й цегельний завод.
Станом на 1886 рік у колишньому державному селі, центрі Надлацької волості мешкало 2020 осіб, налічувалось 441 дворове господарство, існували православна церква, школа, приймальний покій.
За даними 1894 року у селі Надлак (Кильтень) мешкало 2521 особа (1196 чоловічої статі та 1325 — жіночої), налічувалось 529 дворових господарств, існували православна церква, земська школа на 124 учні (116 хлопчиків й 8 дівчаток), земська поштова станція, 3 лавки, шинок.
За переписом 1897 року кількість мешканців зросла до 3022 осіб (1496 чоловічої статі та 1526 — жіночої), з яких 2917 — православної віри.

## Населення
Згідно з переписом УРСР 1989 року чисельність наявного населення села становила 1944 особи, з яких 897 чоловіків та 1047 жінок.
За переписом населення України 2001 року в селі мешкало 1811 осіб.

### Мова
Розподіл населення за рідною мовою за даними перепису 2001 року:
| Мова       | Відсоток |
| ---------- | -------- |
| українська | 95,92 %  |
| російська  | 2,32 %   |
| молдовська | 1,49 %   |
| вірменська | 0,17 %   |
| білоруська | 0,11 %   |

## Постаті
- Шліфер Леонід Йосипович — український сільськогосподарський діяч, директор ТОВ «Добробут», двічі Герой Соціалістичної Праці
- Вітвіцький Микола Дмитрович (* 1925) — український лісівник, заслужений працівник сільського господарства України.